# Tonio Kröger (Film)
Tonio Kröger ist ein deutscher Spielfilm von Rolf Thiele aus dem Jahre 1964 nach der gleichnamigen Vorlage von Thomas Mann. Neben Jean-Claude Brialy und Mathieu Carrière in den Titelrollen spielt Nadja Tiller eine weitere Hauptrolle.

## Handlung
Tonio Kröger, Patriziersohn aus Lübeck, lebt als Schriftsteller in Italien, der Heimat seiner Mutter. Während eines Theaterbesuchs in Florenz schweifen seine Erinnerung in die Vergangenheit, in seine Schulzeit zurück – zu Hans Hansen und Inge Holm. Nach wie vor spürt er eine verstohlene Sehnsucht nach einem bürgerlichen Leben, wie er es zwar nicht führen kann, um das er die anderen aber zuweilen beneidet. Tonio ringt sich zu einer Entscheidung durch: Er verlässt Florenz mit all seinen Verlockungen und fährt nach München. Dort lebt seine Freundin, die begabte Malerin Lisaweta Iwanowna, mit der er auf hohem Niveau über alle Belange der Kunst reden kann.
Doch Tonio ist ein Rastloser. Er lässt München hinter sich und reist nach Alsgaard weiter, einem dänischen Seebad, macht aber noch kurz zuvor Zwischenstation in seinem Lübecker Elternhaus. Hier werden Erinnerungen wach, doch das Gebäude wurde nach dem Tod des alten Konsuls Kröger an die Stadt verkauft, die es in eine öffentliche Bibliothek umgewandelt hat. In Alsgaard quartiert sich Tonio in einem kleinen Strandhotel ein. Eines Abends feiern dort Ausflügler ein fröhliches Fest. In einem Moment glaubt Tonio Hans Hansen und Inge Holm vorbeitanzen zu sehen, die er beide nie vergessen hat, denn nur für sie hat er insgeheim geschrieben. Wann immer er Beifall bekam, hielt er stets Ausschau, ob sich Inge und Hans in der Menschenmenge befanden. Als das Fest längst vorbei ist, hängt Tonio Kröger noch immer seinen Gedanken an damals nach. Jetzt ist es nur noch Lisaweta, die er sich herbeiwünscht. Eines Tages kann er sie endlich in seine Arme schließen.

## Produktion
Die Dreharbeiten fanden zwischen dem 27. Januar und dem 1. Mai 1964 statt. Gedreht wurde in Lübeck (Schabbelhaus, Rathaus, Buddenbrookhaus), Florenz, Skagen, München und dem UFA-Atelier in Berlin-Tempelhof. Der Film wurde am 31. August 1964 im Rahmen der Filmfestspiele von Venedig erstmals vorgestellt. Die deutsche Erstaufführung fand am 2. September 1964 in Lübeck statt.
Der Film war entgegen zahlreicher anderer Behauptungen eine rein deutsche Produktion, allerdings in Zusammenarbeit mit zwei französischen Filmfirmen.
Wolf Englert entwarf die Filmbauten, Maleen Pacha die Kostüme. Petrus Schloemp assistierte Kameramann Wolf Wirth. Irene Mann übernahm die Choreografie der Tänze.

## Kritik
Das Lexikon des Internationalen Films urteilte: „Rolf Thieles Versuch, die facetten- und gedankenreiche Vorlage als gepflegtes Salonstück zu inszenieren, ist leider nur mäßig gelungen und leidet an kunstgewerblicher Beliebigkeit.“
Der Spiegel schrieb in seiner Ausgabe 38 vom 16. September 1964 auf Seite 113: „Rolf Thiele, des deutschen Films gedankenverlorener Problem-Erotiker, hat dieser vierten Nachkriegs-Verfilmung eines Thomas-Mann-Werkes echte Mann-Zitate, aber mehr noch echten Thiele-Touch mitgegeben. Manns lübischer Patriziersohn, der zwischen Geist und Leben schwankt, trägt schwer am Geist und Lebensgefühl des „Labyrinth“- und „Venusberg“-Regisseurs: Aus der Kammer eines italienischen Freudenmädchens steigt Kröger (Jean-Claude Brialy) unversehens und symbolisch auf einen fein ornamentierten Friedhof; an die dänische Küste entwichen, wird ihm eine makaber glotzende Puppe vor die Füße gespült; Lübeck ist allemal von Nebeln umwabert und der moderne Mensch – will Thiele wissen – arg frustriert. Zum Drehbuch reichte Thomas Manns Tochter Erika wiederum die Hand.“